# Tom Allen (boxe anglaise)
Tom Allen est un boxeur anglais né le 25 avril 1839 à Birmingham et mort le 5 avril 1903 à Saint-Louis, Missouri.

## Carrière
Champion britannique des poids moyens en 1865, il part aux États-Unis en 1867 et devient champion d'Amérique des poids lourds en 1869. 8 ans plus tard, il deviendra champion britannique des poids lourds.

## Distinction
- Tom Allen est membre de l'International Boxing Hall of Fame depuis 2014[1].